# Комарово (Ясненський міський округ)
Комаро́во (рос. Комарово) — селище у складі Ясненського міського округу Оренбурзької області, Росія.
Стара назва — совхоз імені Космонавта Комарова.

## Населення
Населення — 884 особи (2010; 1222 у 2002).
Національний склад (станом на 2002 рік):
- казахи — 53 %